# Список заслужених майстрів спорту СРСР (українські легкоатлети)
Цей список включає українських легкоатлетів, яким було присвоєно спортивне звання «Заслужений майстер спорту СРСР» за весь час його існування (1934—1992).

## Список
Прізвища легкоатлетів розподілені за роками присвоєння звання.

### 1934
- Безруков Олександр Павлович

### 1938
- Синицька Зоя Олександрівна

### 1939
- Артамонов Григорій Миколайович
- Канакі Олександр Спиридонович

### 1945
- Синицький Зосима Петрович

### 1946
- Анисимов Іван Никифорович
- Виставкін Микола Іванович
- Тер-Ованесян Арам Аветисович

### 1947
- Раєвський Гаврило Леонідович
- Стариков Віктор Павлович

### 1948
- Бусигін Костянтин Олексійович
- Соха Василь Кіндратович
- Спиридонова Анфіса Іванівна

### 1949
- Гордієнко Василь Іванович
- Данилов Олександр В.

### 1950
- Адаменко Катерина Захарівна
- Денисенко Петро Іванович

### 1951
- Буланчик Євген Микитович

### 1952
- Ануфрієв Олександр Олександрович

### 1953
- Откаленко Ніна Григорівна

### 1957
- Бартенєв Леонід Володимирович
- Коняєва Надія Юхимівна
- Цибуленко Віктор Сергійович

### 1960
- Тер-Ованесян Ігор Арамович

### 1961
- Голубничий Володимир Степанович
- Крепкіна Віра Самуїлівна
- Шевцова Людмила Іванівна

### 1966
- Анисимов Василь Іванович
- Блізнєцов Геннадій Олексійович

### 1968
- Кудинський Віктор Володимирович[1]

### 1969
- Бондарчук Анатолій Павлович
- Скоморохов В'ячеслав Семенович

### 1970
- Борзов Валерій Пилипович

### 1973
- Авілов Микола Вікторович
- Аржанов Євген Олександрович
- Литвиненко Леонід Дмитрович

### 1974
- Ткаченко Надія Володимирівна

### 1975
- Підлужний Валерій Васильович

### 1976
- Сєдих Юрій Георгійович

### 1978
- Ященко Володимир Ілліч

### 1980
- Бураков Віктор Володимирович[2]
- Буракова (Пророченко) Тетяна Василівна[3]
- Зюськова Ніна Анатоліївна[4]
- Кисельов Володимир Вікторович[5]
- Мушта-Олізаренко Надія Федорівна

### 1982
- Соколов Сергій Володимирович

### 1983
- Авдєєнко Геннадій Валентинович
- Бубка Сергій Назарович[6]

### 1984
- Грачова Наталія Миколаївна
- Пінігіна Марія Джумабаївна
- Ралдугіна Надія Никифорівна

### 1986
- Тамм Юрій Аугустович

### 1987
- Доровських Тетяна Володимирівна

### 1988
- Бризгін Віктор Аркадійович[7]
- Джигалова Людмила Станіславівна[8]

### 1991
- Соломін Анатолій Васильович

### 1992
- Бризгіна Ольга Аркадіївна[9]
- Кравець Інеса Миколаївна[10]